# Siloxano

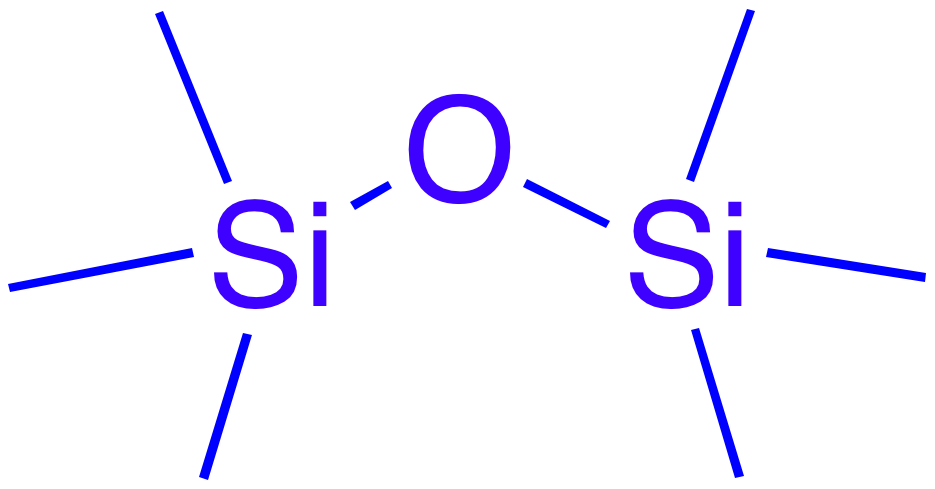
Grupo funcional siloxano

Um siloxano é um grupo funcional na química do organossilício com uma ligação do tipo Si-O-Si. Os principais siloxanos incluem os oligômeros e polímeros de hidretos com as fórmulas H(OSiH2)nOH e (OSiH2)n. Siloxanos também incluem compostos ramificados, a característica principal é que cada par de átomos centrais de silicone é separado por um átomo de oxigênio. O grupo funcional siloxano é a estrutura principal dos silicones, um exemplo clássico  é o polidimetilsiloxano. O grupo funcional R3SiO- (onde cada R pode ser um substituinte diferente) é chamado de silóxi. Siloxanos são feitos sinteticamente e possuem muitas aplicações comerciais e industriais por sua propriedade hidrofóbica, baixa condução térmica, e alta flexibilidade.